# DREAM Act

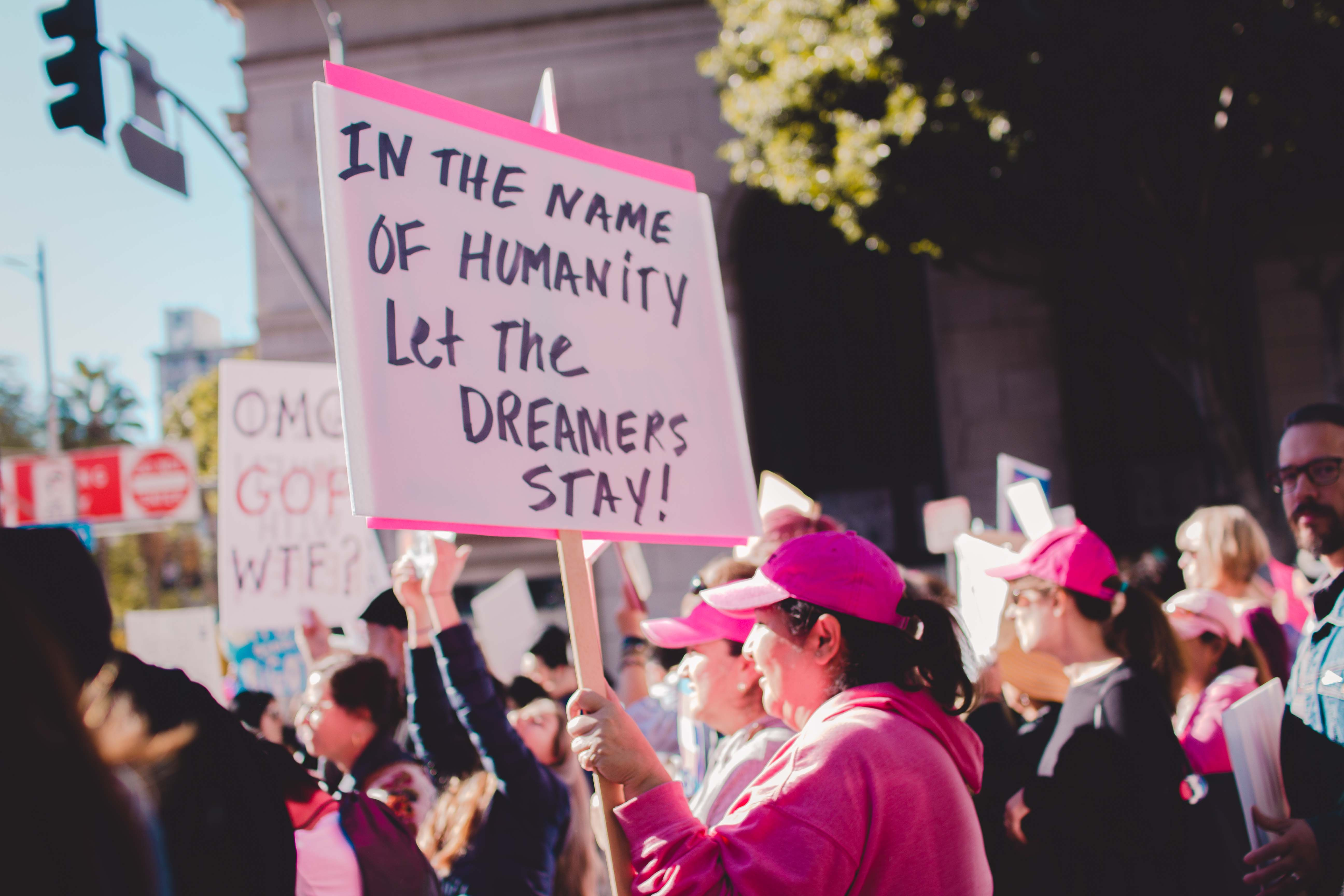
Protesto em favor dos Dreamers, em 2018.

DREAM Act (acrônimo para Development, Relief, and Education for Alien Minors Act, que se traduz como "Lei de Desenvolvimento, Alívio e Educação para Menores Estrangeiros") é uma proposta legislativa dos Estados Unidos, originalmente apresentada no Senado pelo parlamentar democrata desta Casa, Dick Durbin. Como o ato impediria a deportação de jovens que foram levados aos EUA ainda crianças, estes passaram a ser chamados de DREAMers.

## Histórico
Em 2012, ao não conseguir aprovar a lei, o presidente Barack Obama emitiu um decreto, conhecido como DACA, visando dar alguma proteção aos jovens "sonhadores" do país.
Cerca de oitocentos mil jovens se encontram na situação como beneficiários da lei, em 2017 mas, neste ano, por determinação do presidente Donald Trump, o procurador-geral Jeff Sessions principiou o ataque ao decreto de Obama, visando sua revogação — o que gerou centenas de protestos pelo país.
Em fevereiro de 2018 a Suprema Corte, quando os vistos dos jovens perderiam a validade, decidiu que os juízes ordinários — que já vinham impingindo derrotas a Trump — tinham competência para decidir a questão.